# Alex Pedrazzini
Alessandro "Alex" Pedrazzini soprannominato il Monello (Mendrisio, 6 ottobre 1951 – Locarno, 11 ottobre 2021) è stato un politico e militare svizzero.

## Biografia
Fu consigliere di stato nel canton Ticino e deputato in Gran consiglio.
Militante tra le file del PPD (Partito Popolare Democratico), era conosciuto per il suo impegno a livello ambientale (lotta all'inceneritore e alla Variante 95) e nell'ambito dell'integrazione degli stranieri. Dirigeva l'Ass. Demetra e faceva parte del Consiglio di fondazione di Terre des Hommes.

## Attività politica
- 1987 – 1990: Consigliere comunale a Cugy

- 1991 – 1999: Consigliere di Stato, Direttore del Dipartimento delle Istituzioni (Giustizia, Polizia, Interni e Militare): in questo periodo fu avviato il cantiere delle aggregazioni comunali e venne approvata a larghissima maggioranza dal popolo nel dicembre del 1997 la nuova Costituzione cantonale.
- 2000 – 2005: Consigliere comunale a Giubiasco, ora quartiere della Città di Bellinzona
- 2003 – 2007: membro del Gran Consiglio ticinese e delle Commissioni:
  - della legislazione
  - dei diritti politici e costituzione
  - dell'energia
- 2007: membro del Gran Consiglio ticinese e delle Commissioni:
  - della legislazione
  - dei diritti politici e costituzione